# Trio pour piano et cordes de Taneïev
Pour les articles homonymes, voir Trio pour piano et cordes.
Le Trio pour piano et cordes en ré majeur opus 22 est un trio de Sergueï Taneïev. Composé en 1907 sur le modèle de l'opus 50 de Tchaïkovski, il fut créé par Karel Hoffmann, Otto Berger et le compositeur au piano. Il est dédié à Alexandre Gretchaninov. Il a été publié à Moscou par P. Jurgenson vers 1908.

## Analyse de l'œuvre
1. Allegro
2. Allegro molto
3. Andante espressivo
4. Allegro con brio

- Durée d'exécution: quarante-cinq minutes